# Olympische Winterspiele 1924/Eisschnelllauf
Bei den I. Olympischen Winterspielen 1924 in Chamonix fanden fünf Wettbewerbe im Eisschnelllauf statt. Austragungsort war das Stade Olympique. Es handelte sich um das erste bedeutende Aufeinandertreffen europäischer und nordamerikanischer Athleten im 20. Jahrhundert.

## Bilanz

### Medaillenspiegel
| Platz  | Land               | Gold | Silber | Bronze | Gesamt |
| ------ | ------------------ | ---- | ------ | ------ | ------ |
| 1      | Finnland           | 4    | 2      | 2      | 8      |
| 2      | Vereinigte Staaten | 1    | –      | –      | 1      |
| 3      | Norwegen           | –    | 3      | 4      | 7      |
| Gesamt | Gesamt             | 5    | 5      | 6      | 16     |

### Medaillengewinner
| Disziplin | Gold            | Silber          | Bronze                     |
| --------- | --------------- | --------------- | -------------------------- |
| 500 m     | Charles Jewtraw | Oskar Olsen     | Roald Larsen Clas Thunberg |
| 1500 m    | Clas Thunberg   | Roald Larsen    | Sigurd Moen                |
| 5000 m    | Clas Thunberg   | Julius Skutnabb | Roald Larsen               |
| 10.000 m  | Julius Skutnabb | Clas Thunberg   | Roald Larsen               |
| Mehrkampf | Clas Thunberg   | Roald Larsen    | Julius Skutnabb            |

## Ergebnisse

### 500 m
| Platz | Land | Sportler        | Zeit (s)  |
| ----- | ---- | --------------- | --------- |
| 1     | USA  | Charles Jewtraw | 44,0 (OR) |
| 2     | NOR  | Oskar Olsen     | 44,2      |
| 3     | FIN  | Clas Thunberg   | 44,8      |
| 3     | NOR  | Roald Larsen    | 44,8      |
| 5     | FIN  | Asser Wallenius | 45,0      |
| 6     | SWE  | Axel Blomqvist  | 45,2      |
| 7     | CAN  | Charles Gorman  | 45,4      |
| 8     | USA  | Joseph Moore    | 45,6      |
| 8     | NOR  | Harald Strøm    | 45,6      |
| 10    | FIN  | Julius Skutnabb | 46,4      |

Datum: 26. Januar 1924 

27 Teilnehmer aus 11 Ländern, alle in der Wertung.

### 1500 m
| Platz | Land | Sportler        | Zeit (min)  |
| ----- | ---- | --------------- | ----------- |
| 1     | FIN  | Clas Thunberg   | 2:20,8 (OR) |
| 2     | NOR  | Roald Larsen    | 2:22,0      |
| 3     | NOR  | Sigurd Moen     | 2:25,6      |
| 4     | FIN  | Julius Skutnabb | 2:26,6      |
| 5     | NOR  | Harald Strøm    | 2:29,0      |
| 6     | NOR  | Oskar Olsen     | 2:29,2      |
| 7     | USA  | Harry Kaskey    | 2:29,8      |
| 8     | USA  | Charles Jewtraw | 2:31,6      |
| 8     | USA  | Joseph Moore    | 2:31,6      |
| 10    | LAT  | Alberts Rumba   | 2:32,0      |

Datum: 27. Januar 1924 

22 Teilnehmer aus 9 Ländern, davon 21 in der Wertung.

### 5000 m
| Platz | Land | Sportler         | Zeit (min)  |
| ----- | ---- | ---------------- | ----------- |
| 1     | FIN  | Clas Thunberg    | 8:39,0 (OR) |
| 2     | FIN  | Julius Skutnabb  | 8:48,4      |
| 3     | NOR  | Roald Larsen     | 8:50,2      |
| 4     | NOR  | Sigurd Moen      | 8:51,0      |
| 5     | NOR  | Harald Strøm     | 8:54,6      |
| 6     | USA  | Valentine Bialas | 8:55,0      |
| 7     | NOR  | Frithjof Paulsen | 8:59,0      |
| 8     | USA  | Richard Donovan  | 9:05,6      |
| 9     | FRA  | Léon Quaglia     | 9:08,6      |
| 10    | FIN  | Asser Wallenius  | 9:12,8      |

Datum: 26. Januar 1924 

22 Teilnehmer aus 10 Ländern, davon 21 in der Wertung.

### 10.000 m
| Platz | Land | Sportler         | Zeit (min)   |
| ----- | ---- | ---------------- | ------------ |
| 1     | FIN  | Julius Skutnabb  | 18:04,8 (OR) |
| 2     | FIN  | Clas Thunberg    | 18:07,8      |
| 3     | NOR  | Roald Larsen     | 18:12,2      |
| 4     | NOR  | Frithjof Paulsen | 18:13,0      |
| 5     | NOR  | Harald Strøm     | 18:16,6      |
| 6     | NOR  | Sigurd Moen      | 18:19,0      |
| 7     | FRA  | Léon Quaglia     | 18:25,0      |
| 8     | USA  | Valentine Bialas | 18:34,0      |
| 9     | USA  | Richard Donovan  | 18:57,0      |
| 10    | FIN  | Asser Wallenius  | 19:03,8      |

Datum: 27. Januar 1924 

16 Teilnehmer aus 6 Ländern, davon 15 in der Wertung.

### Mehrkampf
| Platz | Land | Sportler        | 500 m | 1500 m | 5000 m | 10.000 m | Punkte   |
| ----- | ---- | --------------- | ----- | ------ | ------ | -------- | -------- |
| 1     | FIN  | Clas Thunberg   | 1,5   | 1      | 1      | 2        | 5,5 (OR) |
| 2     | NOR  | Roald Larsen    | 1,5   | 2      | 3      | 3        | 9,5      |
| 3     | FIN  | Julius Skutnabb | 4     | 4      | 2      | 1        | 11       |
| 4     | NOR  | Harald Strøm    | 3     | 5      | 5      | 4        | 17       |
| 5     | NOR  | Sigurd Moen     | 5     | 3      | 4      | 5        | 17       |
| 6     | FRA  | Léon Quaglia    | 6     | 7      | 6      | 6        | 25       |
| 7     | LAT  | Alberts Rumba   | 7     | 6      | 7      | 7        | 27       |
| 8     | POL  | Leon Jucewicz   | 8     | 8      | 8      | 8        | 32       |
| 9     | FRA  | André Gegout    | 9     | 9      | 9      | 9        | 36       |

Datum: 26./27. Januar 1924 

11 Teilnehmer aus 5 Ländern, davon 9 in der Wertung. Addiert wurden die Platzziffern aller vier Rennen.